# بوب داير
بوب داير (بالإنجليزية: Bob Dyer)‏ هو مقدم تلفزيوني أسترالي، ولد في 22 مايو 1909 في تينيسي في الولايات المتحدة، وتوفي في 9 يناير 1984 في كوينزلاند في أستراليا.

## وصلات خارجية
- بوب داير على موقع IMDb (الإنجليزية)
- بوب داير على موقع ديسكوغز (الإنجليزية)